# S-LCD
S-LCD（エス・エルシーディ、에스-엘시디）は、ソニーと韓国のサムスン電子が合弁で設立した液晶パネル生産会社である。資本金は2兆1000億ウォンで、サムスン電子が全株式の51%、ソニーが49%を出資していた。元々サムスン電子の工場があった韓国忠清南道牙山市湯井（タンジョン）にあり、生産設備は第8世代基板を生産する。

## 沿革
- 2003年10月 - ソニーとサムスン電子の間で、製造会社を合弁設立することで基本合意。
- 2004年4月 - S-LCDを設立[1]。
- 2005年4月 - 製品を出荷開始（第7世代工場稼動）。
- 2007年秋 - 第8世代工場稼動。
- 2011年12月 - ソニー側の保有株式全てがサムスン電子に売却され、サムスン電子の100%子会社となる事が発表された[2]
- 2012年
  - 1月 - ソニーが全て保有株式をサムスン電子に売却、S-LCDはサムスン電子の完全子会社となった。
  - 7月 - S-LCDとサムスンモバイルディスプレイ（旧・サムスン-NECモバイルディスプレイ）が統合され、新会社「サムスンディスプレイ」になる。

## 代表取締役
- 代表取締役社長 CEO　朴 東健

## S-LCDとソニーパネル
ソニーの液晶テレビ「BRAVIA」のカタログには「ソニーパネル」を使用している旨の記載があった。だが実際、液晶パネルはソニーではなくS-LCDが生産していた。よってカタログやWebなどの「ソニーパネル」という単語には脚注がついており「ソニーパネルはS-LCD社製です」、もしくは「S-LCD商標を付したソニー仕様パネルです」と記載されていた。
ちなみに、液晶プロジェクションテレビ用の液晶パネルはソニーが製造しているため「ソニーパネル」という単語には脚注がついていない。また、ソニー・コンピュータエンタテインメントのPlayStation Portableではソニー製・S-LCD製のいずれでもなく、シャープ製パネルを使用している。デジタルカメラやビデオカメラ、携帯電話などの小型の液晶ディスプレイや有機ELパネルについては、ジャパンディスプレイ、ソニーセミコンダクタ東浦サテライトなどが生産を行っている。